# 上長沙泳灘

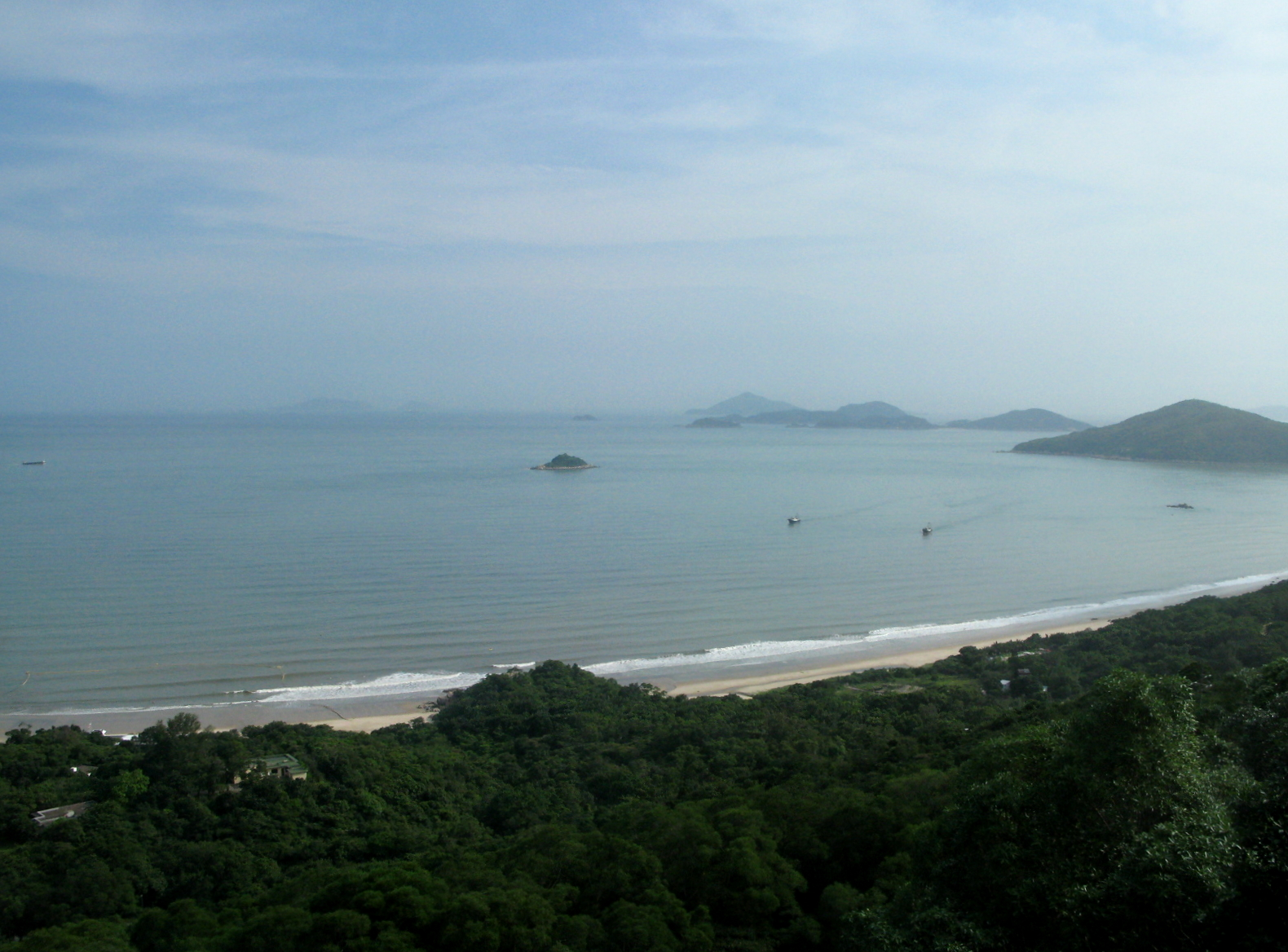
上長沙泳灘

上長沙海灘（英語：Upper Cheung Sha Beach）是全香港最長的泳灘，位於新界西大嶼山南部嶼南路的長沙，亦是與大嶼山最西面的塘福泳灘相連。上長沙泳灘附近是下長沙泳灘，但上長沙泳灘並非與下長沙泳灘相連。

## 簡介
上長沙海灘是大嶼山第二最接近東涌站的泳灘（僅次於下長沙泳灘）。它是一個很長的自然沙灘，跑畢來回要最少25分鐘。

## 歷史
離島區在1970年代發展前，所有泳灘皆空曠。可是，往返中環的梅窩船航線啟用後，銀礦灣的人流開始增加；但當時的上長沙海灘十分偏遠，故此沒有明顯的外來人潮。
到港鐵東涌綫和香港國際機場在1998年啟用後，市區居民多了陸路和鐵路交通的選擇，長沙海灘因此令外地遊客喜愛。
上長沙泳灘多年來，都能吸引離島居民（尤其是當地居民）暢泳(疫情前）。每當假日晨早，很多青年男女暢泳前皆會跑沙灘或公路鍛鍊，因為在岸邊游泳都要消耗最多體力，一趟也有1400公尺，而海灘附近海岸有海上過境交通工具（往澳門、珠海和中山市）經過。

## 交通
新大嶼山巴士：
- 1/N1：大澳往返梅窩
- 2：梅窩往返昂坪
- 4 梅窩至塘福
- 11：東涌站往返大澳
- 23：東涌站往返昂坪
- A35/N35 機場至梅窩（經東涌市中心）